# HAT-P-49
HAT-P-49 (HD 340099) — зоря в сузір'ї Лисичка, що знаходиться на відстані близько 1050 світлових років від Землі. Навколо зорі обертається, як мінімум, одна планета.

## Характеристики
HAT-P-49 — зоря 10,326 видимої зоряної величини; вперше згадується в каталозі Генрі Дрейпера, складеному на початку XX століття, під найменуванням HD 340099. Її маса і радіус рівні 1,543 і 1,833 сонячних відповідно. Температура поверхні становить приблизно 6820 кельвінів. Її світність перевершує сонячну в 6,5 разів. Вік HAT-P-49 оцінюється приблизно у півтора мільярда років.

## Планетна система
У 2014 році командою астрономів, що працюють в рамках проекту HATNet, було оголошено про відкриття в системі планети HAT-P-49 b. Це газовий гігант, який обертається дуже близько до материнської зорі, з масою і радіусом, рівними 1,73 і 1,413 Юпітера відповідно. Відкриття було здійснене транзитним методом .